# Prova di Mosè
La Prova di Mosè è un dipinto a olio su tavola (89x72 cm) di Giorgione, databile al 1502-1505 circa e conservato nella Galleria degli Uffizi a Firenze. L'opera fa pendant con il Giudizio di Salomone nello stesso museo.

## Storia
Le due tavolette arrivarono alla Galleria dalla villa di Poggio Imperiale nel 1795, con attribuzione a Giovanni Bellini. Lì sono note almeno dal 1692, quando vennero registrate tra i beni della granduchessa Vittoria Della Rovere: si è ipotizzato quindi che originariamente fossero ad Urbino nei patrimoni Della Rovere portati a Firenze proprio da Vittoria.
Che le due tavole fossero in coppia è evidente per le dimensioni analoghe e per le analoghe scelte compositive: se in una predomina la figura del faraone in trono, nell'altra ha un posto simmetrico il re d'Israele.
Come la maggior parte delle opere di Giorgione ci sono state molte discordanze attributive e di datazione. Se alcuni mettono in dubbio la sua mano nella realizzazione delle figure, i paesaggi sono invece quasi certamente di mano sua. Fiocco (1941) cita come collaboratore possibile il Campagnola, Longhi (1946) un ignoto ferrarese, Morassi (1942) il Catena, Moro (1989) Giovanni Agostino da Lodi. Secondo studi più recenti le discordanze stilistiche sarebbero piuttosto da imputare ai restauri.
Le datazioni proposte oscillano tra il 1495 e il 1505, ma le più probabili sono legate ai primi anni del Cinquecento. Fu Cavalcaselle il primo a riferire le due opere a Giorgione, nel 1861.

## Descrizione e stile

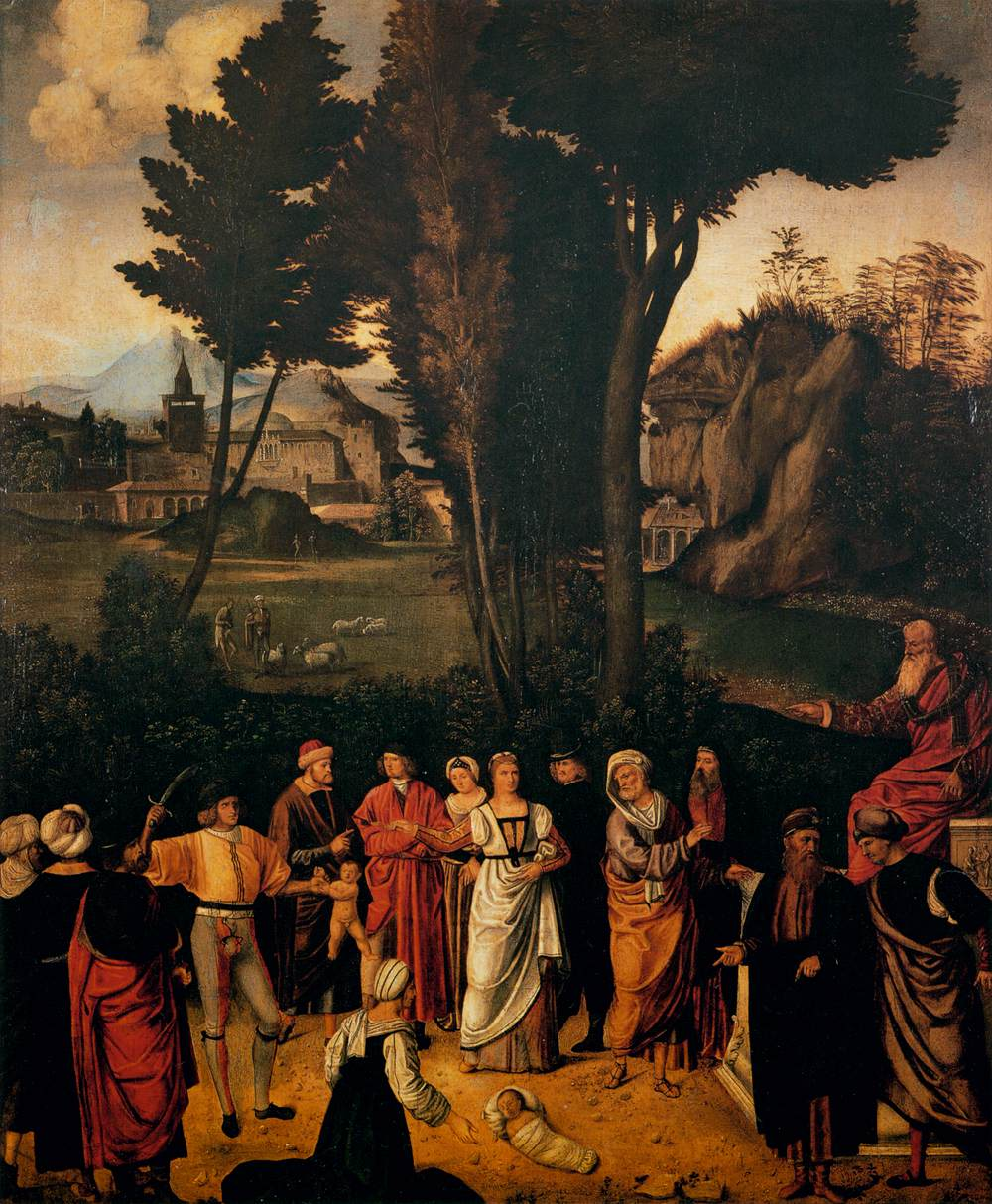
Giudizio di Salomone

L'iniquo faraone d'Egitto mise alla prova Mosè bambino, turbato da un gesto del bimbo con cui gli aveva fatto cadere la corona dalla testa, e timoroso che in futuro gli avrebbe potuto usurpare la ricchezza e il potere. Posto davanti a due contenitori, di carboni ardenti e di monete d'oro, il neonato sceglie i tizzoni, bruciandosi la lingua (per questo divenne per sempre balbuziente) ma rassicurando il faraone sulla sua innocenza. Si tratta di un episodio non proveniente dalla Bibbia, ma da testi ebraici medievali, quali li Shemot Rabbà o la Bibbia versificata di Geofroy de Paris ed Herman de Valencerinies.
Il faraone si trova su un alto trono a sinistra, circondato da vari personaggi; davanti a lui si vede sua figlia con Mosé bambino, da lei adottato,  in braccio, che si protende verso uno dei due contenitori portati da due paggi. Dietro si trovano altre figure in abiti dalle fogge esotiche, tipiche dell'arte veneziana che era abituata alle popolazioni straniere. Essi sono rappresentati per lo più in isocefalia, cioè con le teste alla stessa altezza. La figura femminile voltata verso l'esterno sembra anticipare la Giuditta con la testa di Oloferne dell'Ermitage, mentre le altre fisionomie corrispondono alle tipologie ideali del maestro.
Dietro si dispiega un vasto paesaggio con a sinistra alti alberi ombrosi e a destra un'apertura in lontananza in cui si vedono colline, castelli e montagne che si perdono all'orizzonte.
Rispetto alla tavoletta di Salomone si notano rimandi anche nel contenuto: se in questa scena un re dispotico mette alla prova un bambino, nell'altra un re saggio si mostra giudice imparziale tra due donne che si contendono un neonato vivo e ne disconoscono uno morto.